# ستيوارت بنجامين
ستيوارت بنجامين (بالإنجليزية: Stuart Benjamin)‏ هو منتج أفلام أمريكي، ولد في 25 أبريل 1946 في لوس أنجلوس في الولايات المتحدة.

## وصلات خارجية
- ستيوارت بنجامين على موقع IMDb (الإنجليزية)
- ستيوارت بنجامين على موقع قاعدة بيانات الفيلم (الإنجليزية)